# Chalé dos Governadores e Usina da Casca I
O Chalé dos Governadores e a Usina da Casca I são edificações em Chapada dos Guimarães, Mato Grosso. O Chalé dos governadores foi construído no ano de 1929, por Mário Correia da Costa. Contém características coloniais com material ainda da época. Já a Usina da Casca I está localizada na comunidade da Casca e surgiu em 1929 para atender as necessidades de energia elétrica de Cuiabá e cidades próximas por ocasião das campanhas de modernização que ocorriam à época, tornando-se a primeira usina hidrelétrica do estado. A usina foi desativada por volta de 1960.
Ambos os prédios caíram em abandono e estão em ruínas, apesar de serem tombados como patrimônio histórico do estado desde 15 de abril de 2009. Existem planos para a reconstrução dos edifícios e adaptação do local para fins turísticos. Entretanto, os projetos estão parados.